# ام‌آراس-۱۷۰۶
ام‌آراس-۱۷۰۶ (به انگلیسی: MRS-1706) با فرمول شیمیایی C۲۷H۲۹N۵O۵ یک ترکیب شیمیایی است. که جرم مولی آن ۵۰۳٫۵۶ g/mol می‌باشد. 